# علم توفا
أعتمد علم جمهورية توفا (بالتوفانية: Тываның күрүне тугу) الحالي في 8 تشرين الثاني - نوفمبر من سنة 2002 بينما تم اعتماد أول علم لجمهورية توفا في 17 أيلول - سبتمبر من سنة 1992 ويتكون العلم التوفي من ثلاث ألوان هي الأزرق والأبيض والأصفر حيث يرمز اللون الأزرق إلى السماء ويرمز كذلك إلى أخلاق البدو الرحل الذين يعشون في جمهورية توفا بينما يرمز اللون الأبيض إلى النقاء والفضيلة وإلى الأخلاق بينما يرمز المثلث الأصفر إلى الذهب وإلى الديانة البوذية التبتية.

## معنى ألوان العلم
- الأزرق: يرمز إلى السماء الزرقاء الأبدية.

- الأبيض: يرمز إلى النقاء والفضيلة والأخلاق.

- الأصفر: يرمز إلى الإيمان البوذي التبتي لشعب جمهورية توفا.

- الأزرق والأبيض: يرمزان مجتمعين إلى أن جمهورية توفا هي جزء من الاتحاد الروسي.

## الأعلام التاريخية
| العلم | السنوات        | النسبة | الدولة                            | الملاحظات |
| ----- | -------------- | ------ | --------------------------------- | --- |
|       | 1918–1921      | 1:2    | أوريانخاي كراي                    | منطقة قصيرة العمر في الإمبراطورية الروسية. العلم عبارة عن حقل أزرق فاتح تتوسطه كورلو. |
|       | 1921–1926      | 1:2    | جمهورية توفا الشعبية              | بعد إعلان الاستقلال في 14 أغسطس 1921 استخدمت الجمهورية الجديدة علم غير رسمي. |
|       | 1921–1926      | 1:2    | جمهورية توفا الشعبية              | |
|       | 1926–1930      | 1:2    | جمهورية توفا الشعبية              | أول علم رسمي لتوفا، تمت الموافقة عليه في الدستور الثالث. العبارة هي جمهورية توفا الشعبية. (24 نوفمبر 1926 – 18 أكتوبر 1930)                                                                                               |
|       | 1930–1935      | 1:2    | جمهورية توفا الشعبية              | تحت تأثير الاتحاد السوفيتي، غيرت توفا أبجديتها من الأبجدية المغولية إلى الأبجدية اللاتينية في 28 يونيو 1930. وغير العلم في في 18 أكتوبر 1930. (18 أكتوبر 1930 - 2 يوليو 1935)                                             |
|       | 1930–1935      | 1:2    | جمهورية توفا الشعبية              | مقارنة بنسخة عام 1926 أزيلت الكورلو. وأضيفت أحرف "TAR" ويا عمال العالم، اتحدوا!. |
|       | 1935–1939/1941 | 1:2    | جمهورية توفا الشعبية              | في 2 يوليو 1935 تغيير علم وشعار الدولة. (2 يوليو 1935 - 1939/25 يونيو 1941) |
|       | 1939–1941      | 1:2    | جمهورية توفا الشعبية              | كانت هناك نسخة بديلة من هذا العلم بسطر نص واحد، والذي يطابق تغيير الشعار في عام 1939. نظرًا لأن العلم كان حقل أحمريتوطسه شعار الدولة تغير تلقائيًا مع الشعار ولم يكن هناك تغيير رسمي حتى عام 1941.                          |
|       | 1941–1943      | 1:2    | جمهورية توفا الشعبية              | تضامنًا مع الاتحاد السوفيتي بعد الغزو الألماني، غيرت توفا علمها المعتمد حديثًا. يستخدم العلم الأحرف الأولى للدولة (Tıwa Arat Respublik) (25 يونيو 1941 – 8 سبتمبر 1943)                                                     |
|       | 1943–1944      | 1:2    | جمهورية توفا الشعبية              | مع اعتماد الأبجدية السيريلية في عام 1943 استخدم العلم الأحرف السيريلية (Тыва Арат Республик). ضم الاتحاد السوفيتي الجمهورية بالكامل في في 11 أكتوبر 1944، وألغى الأعلام والرموز المحلية. (8 سبتمبر 1943 - 11 أكتوبر 1944) |
|       | 1943–1944      | 1:2    | جمهورية توفا الشعبية              | شكل محتمل لعلم 1943-1944 يتميز بالمطرقة والمنجل. |
|       | 1944–1961      | 1:2    | أوبلاست توفا ذاتية الحكم          | في عام 1944 ضم الاتحاد السوفيتي توفا وأسس أوبلاست توفا ذاتية الحكم. لم تستخدم علمًا خاصًا بها سوى علم الاتحاد السوفيتي. |
|       | 1961–1962      | 1:2    | جمهورية توفا الاشتراكية السوفيتية | في عام 1961 أصبحت توفا جمهورية في الاتحاد السوفيتي الروسي. لم يعتمد أي علم سوى علم الاتحاد السوفيتي حتى عام 1962. |
|       | 1962–1971      | 1:2    | جمهورية توفا الاشتراكية السوفيتية | علم جمهورية روسيا الاتحادية الاشتراكية السوفيتية مع كلمة الروسية - Тувинская АССР |
|       | 1971–1978      | 1:2    | جمهورية توفا الاشتراكية السوفيتية | علم جمهورية روسيا الاتحادية الاشتراكية السوفيتية مع كلمة الروسية - Тувинская АССР |
|       | 1978–1992      | 1:2    | جمهورية توفا الاشتراكية السوفيتية | علم جمهورية روسيا الاتحادية الاشتراكية السوفيتية مع كلمة الروسية Тувинская АССР والتوفانية Тыва АССР |
|       | 1992–2002      | 1:2    | جمهورية توفا                      | علم توفا من عام 1992 حتى عام 2002. كانت نسبة العلم 1: 2 |
|       | 2002–الآن      | 2:3    | جمهورية توفا                      | العلم الحالي |

## الألوان
| الألوان        | الأزرق     | الأبيض      | الأصفر     |
| -------------- | ---------- | ----------- | ---------- |
| رال            | 6027       | 9016        | 1021       |
| سيان ماجنتا    | 57-22-0-10 | 0-0-0-0     | 0-20-100-0 |
| ألوان الويب    | #63B3E6    | #FFFFFF     | #FECC00    |
| أحمر أخضر أزرق | 99-179-230 | 255-255-255 | 254-204-0  |